# Ernest Rice
Ernest Rice (* 31. August 1872 in Orysa, Lauderdale County, Tennessee; †  1950) war ein US-amerikanischer Politiker. Zwischen 1905 und 1907 war er als Präsident des Staatssenats faktisch Vizegouverneur des Bundesstaates Tennessee, auch wenn dieses Amt formell erst 1951 eingeführt wurde.

## Werdegang
Ernest Rice war der Sohn eines Pflanzers. Er besuchte bis 1889 die Hatchie Academy. Nach einem anschließenden Jurastudium an der Cumberland University und seiner 1892 erfolgten Zulassung als Rechtsanwalt begann er in diesem Beruf zu arbeiten. Gleichzeitig schlug er als Mitglied der Demokratischen Partei eine politische Laufbahn ein. Er wurde zweimal hintereinander in den Senat von Tennessee gewählt. Im Jahr 1905 wurde er dort Nachfolger des Senatspräsidenten John I. Cox, der nach dem Rücktritt von Gouverneur James B. Frazier entsprechend der Staatsverfassung in das höchste Staatsamt aufrückte.
Damit war Rice zwischen 1905 und 1907 als Senatspräsident Stellvertreter des Gouverneurs und faktisch Vizegouverneur seines Staates. Dieses Amt war bzw. ist in den meisten anderen Bundesstaaten verfassungsmäßig verankert; in Tennessee ist das erst seit 1951 der Fall. Im Jahr 1908 war Ernest Rice an der erfolgreichen Bekämpfung der Reelfoot Night Riders beteiligt. Außerdem war er Präsident der Firma Lake Co. Manufacturing Co. Er starb im Jahr 1950.